# 1. Futsal Club Veszprém
A Vehir.hu Futsal Veszprém egy magyar futsalklub Veszprémből, amely a magyar futsalbajnokság első osztályában szerepel.

## Történelem
A csapat 2011 áprilisában alakult meg, azzal a céllal, hogy a futsalt meghonosítsák Veszprémben. A csapat kezdetben helyi, veszprémi kötődésű játékosokból állt. Az egyesület az azóta eltelt évek során nagy fejlődésen ment keresztül, Magyarország legjobb futsalklubjai közé tartozik. 2014-ben bajnoki negyedik, a magyar kupában elődöntős volt.

### Az első szezon
A csapat első bajnoki mérkőzésére a megalakulás után kb. fél évet kellett várni. A klub az NB II nyugati csoportjában indult. A célkitűzés még csak a mezőny elejében végzés volt. A kék-fehér együttes először szinte végig az élen haladva megnyerte az alapszakaszt, 4–4 pontot verve a Vasasra, és a Fradira, majd a rájátszásban tovább növelve az előnyt sikerült kiharcolni a feljutást is. A Veszprém 32 meccséből 26-ot megnyert, két döntetlen és négy vereség mellett, és végül hat ponttal előzte meg a második Ferencvárost.
A magyar kupában három klubot – köztük az NB I-ben szereplő Haladást és Nagykátát – legyőzve a csapat eljutott a négyes döntőbe (Final Four), aminek aztán a rendezését Veszprém kapta. Így végül a Final Four meccseit a Veszprém Arénában játszották le. Az elődöntőben az FCV a későbbi győztes Berettyóújfaluval találkozott, és bár a csapat kikapott 14–1-re, de a veszprémiek az elődöntőbe jutást is nagy sikerként könyvelhették el.

### 2012/2013-as szezon
A 2012–13-as szezont már az NB I-ben kezdhette meg az 1. Futsal Club Veszprém. A klub első osztályban való szereplését nagy várakozás előzte meg. A cél egyelőre még csak a kiesés elkerülése, esetleg a felsőházba kerülés volt. A kék-fehérek "otthona" ettől a szezontól a Március 15. úti sportcsarnok lett, ahol annak idején a város kézilabdacsapata BL-döntőt is játszott.
A szezon jól indult, az első fordulóban a tavalyi ezüstérmes Berettyóújfalu ellen sikerült egy 1–1-es döntetlent elérni, aztán a MAFC ellen szintén döntetlent játszott a Veszprém. Azonban az ezt követő 5 meccs vereséggel zárult, és azután hiába következett egy jobb időszak, a csapat 9. helyen zárta az alapszakaszt. A kupában sem sikerült megismételni az előző évi sikereket, a második fordulóban a Haladás megverte a Veszprémet. A klub végül alsóházi rájátszásban folytatta a bajnokságot. A Veszprém a 8 mérkőzésén 3 pontot szerezve utolsó helyen zárta a szezont. A csapat végül mégsem esett ki, ami annak köszönhető, hogy az Üllő FC Cső-Montage nem tudta vállalni az NB I-es részvételt, és az MLSZ a Veszprémet kérte fel az indulásra helyettük.

### 2013/2014-es szezon
Az első osztályban maradt Veszprém több erősítést is eszközölt, sikerült több játékost is, köztük a válogatottban is szerepelt Reveland Zoltánt is megszerezni, a vezetőedzői posztra pedig a korábbi nagyszerű játékos, a 128-szoros válogatott Madarász János került.
Négy forduló után 4 ponttal állt a csapat, az azt követő 6 meccsből ötnél győztesen hagyta el a pályát a Veszprém. 9 forduló után negyedik helyen állt a veszprémi klub. Ezután három vereség következett, de ekkor jött egy jó sorozat: a fennmaradó találkozók közül két döntetlen mellett hat győzelmet értek el a kék-fehérek, és harmadik helyen álltak az alapszakasz végeztével.
Ebben a szezonban a rájátszást kieséses formában rendezték meg, méghozzá úgy, hogy az egyes párosításoknál két mérkőzést kellett nyerni a továbbjutáshoz. A negyeddöntőben a MAFC BME ellen az első meccs 5–3-as, a második 6–4-es Veszprém-győzelemmel zárult, így jöhetett az elődöntő az MVFC Berettyóújfalu ellen. Az elsőn 6–4-re a hajdúságiak nyertek, így a másodikon a Veszprémnek mindenképpen nyernie kellett hazai pályán, hogy maradjon esély a döntőbe jutásra. 2014. április 14-én rendezték meg ezt a mérkőzést. 5–5-ös rendes játékidei eredményt követően a hosszabbításban mindkét csapat 1–1 gólt lőtt, így büntetőkkel dőlt el a győzelem sorsa. A büntetőpárbaj végén a hazaiak örülhettek, a Veszprém jött ki győztesen a heroikus küzdelemből. Így a Veszprémnek és a Berettyóújfalunak is 1–1 győzelme volt, és a harmadik meccs döntötte el, hogy ki jut tovább. Ezt a mérkőzést végül nagy csatában az MVFC nyerte, így a kék-fehéreknek a bronzmérkőzés maradt, az Aramis ellen. A bronzérem sorsáról csak egy mérkőzés döntött. A veszprémiek a sok hiányzó ellenére is hősiesen küzdöttek, és bár sikerült kiharcolni a hosszabbítást, de ott az Aramis tudott csak gólt szerezni, így végül a Veszprém a bajnokság negyedik helyén zárt.
A kupában az elődöntőben esett ki a Veszprém, miután a Győrtől 5–2-re kikapott.
A szezon fontos volt a klub történetében. Míg a szezon előtt a másodosztályra készült a csapat, a szezon végére a bajnoki negyedik helyezésével eljutott addig, hogy Magyarország legjobb futsalcsapatai közé tartozzon.

### 2014/2015-ös szezon
A veszprémi csapat célja a 2014–15-ös szezonban a dobogós helyezés megszerzése. Ennek érdekében a nyár folyamán több játékost is igazolt a csapat.
Az év folyamán több veszprémi játékos, Tatai József, Vas Ádám és Boromisza Gábor is bemutatkozhatott a válogatottban.
A Veszprém 29 ponttal a második helyen áll a bajnokságban.
A kupában a negyeddöntőben a Csenger Petőfi DSZ SE ellen játszik a kék-fehér csapat.

## Csapat 2025/26

### Játékosok[16]
| #  | Ország | Név                                 |
| -- | ------ | ----------------------------------- |
| 6  | HUN    | Juhász Viktor Márk                  |
| 9  | HUN    | Molnár Dániel Vilmos                |
| 10 | HUN    | Horváth Benedek                     |
| 11 | HUN    | Dróth Zoltán                        |
| 13 | HUN    | Dorogi Benjámin Alex                |
| 19 | HUN    | Horváth Bendegúz (K)                |
| 20 | BRA    | Thiago Alves Dos Santos (Thiago)    |
| 24 | HUN    | Hadházi Sándor Máté                 |
| 25 | HUN    | Bognár Martin                       |
| 26 | HUN    | Fellembek Zétény                    |
| 29 | HUN    | Lipl Noel Lukács                    |
| 30 | HUN    | Spandler Mátyás (K) (C)             |
| 31 | HUN    | Vér Dávid                           |
| 33 | BRA    | Matheus Da Silva Ferreira (Matheus) |
| 45 | HUN    | Sándor Bence (K)                    |

### Szakmai stáb[17]
| Kinevezés            | Ország | Név                  |
| -------------------- | ------ | -------------------- |
| Elnök                | HUN    | Rajki Tamás          |
| Vezetőedző           | SRB    | Marko Peric          |
| Másodedző            | HUN    | Németh Gábor         |
| Kapusedző            | HUN    | Sárdi Máté           |
| Masszőr              | HUN    | Kondrik Mihály Gábor |
| Technikai vezető     | HUN    | Jónás Áron           |
| Technikai vezető     | HUN    | Szöllőskei Péter     |
| MLSZ-koordinátor     | HUN    | Sikos László         |
| Kommunikációs vezető | HUN    | Simon Dániel         |

## Eredmények

### Nemzeti
- Futsal NB I.
  -  Bajnok (1): 2024/2025
  -  Bronzérmes (4): 2013/2014, 2018/2019, 2020/2021, 2022/2023

- Futsalkupa
  -  Győztes (1): 2021
  -  Döntős (4): 2015, 2019, 2024, 2025

### Helyezések a bajnokságban
| 2011/2012 | Férfi Futsal NB II. Nyugati csoport | 1. |                          |    |
| 2012/2013 | Férfi Futsal NB I.                  | 9. |                          |    |
| 2013/2014 | Férfi Futsal NB I.                  | 3. |                          |    |
| 2014/2015 | Férfi Futsal NB I.                  | 4. |                          |    |
| 2015/2016 | Férfi Futsal NB I.                  | 5. |                          |    |
| 2016/2017 | Férfi Futsal NB I.                  | 4. |                          |    |
| 2017/2018 | Férfi Futsal NB I.                  | 6. |                          |    |
| 2018/2019 | Férfi Futsal NB I.                  | 3. |                          |    |
| 2019/2020 | Férfi Futsal NB I.                  | -  |                          |    |
| 2020/2021 | Férfi Futsal NB I.                  | 3. | Férfi Futsal Magyar Kupa | 1. |
| 2021/2022 | Férfi Futsal NB I.                  | 4. |                          |    |
| 2022/2023 | Férfi Futsal NB I.                  | 3. |                          |    |
| 2023/2024 | Férfi Futsal NB I.                  | 6. |                          |    |
| 2024/2025 | Férfi Futsal NB I.                  | 1. |                          |    |

## Szurkolók
Az 1. FC Veszprém a Március 15. úti sportcsarnokban játssza a hazai mérkőzéseit. 2014-ben a Győr elleni találkozón volt 1100-an ültek a lelátókon.
A fő szurkolói csoport jelenleg az Ultras FCV elnevezésű csoport. Ők 2013 novembere óta minden találkozón, általában 6–7 fős létszámban jelen vannak a mérkőzéseken.
2014-ben a Queens' City Ultras nevű szurkolócsoport is jelen volt, akik korábban az NB III-as Veszprém FC mérkőzéseit látogatták.